# Transylmania
Transylmania è un film del 2009 diretto da David Hillenbrand e Scott Hillenbrand. 
È una commedia, sequel di Dorm Daze - Un college di svitati e Dorm Daze 2, ma a differenza del secondo capitolo, uscito direttamente in DVD, Transylmania è stato distribuito nelle sale americane a partire dal 4 dicembre 2009.

## Trama
Un gruppo di studenti universitari americani parte per una gita in Romania e più precisamente in Transilvania, presso la "Razvan University". Qui succederà praticamente di tutto e scopriranno che il college è infestato da vampiri.

## Produzione
Le riprese del film si sono svolte interamente in Romania nel 2007. Dopo varie proiezioni di prova in alcune sale americane sono state girate ulteriori scene nel corso del 2008, tra queste quella della parodia di Twilight. Inizialmente il film doveva essere distribuito in DVD col titolo Dorm Daze 3 ma la casa di produzione ha poi scelto una distribuzione nelle sale.